# Astronidium saccatum
Astronidium saccatum là một loài thực vật thuộc họ Melastomataceae. Đây là loài đặc hữu của Polynésie thuộc Pháp.